# Дирутенийтривольфрам
Дирутѐнийтривольфра́м — бинарное неорганическое соединение, интерметаллид
рутения и вольфрама
с формулой W3Ru2,
кристаллы.

## Получение
- Сплавление стехиометрических количеств чистых веществ:

{\displaystyle {\mathsf {3W+2Ru\ {\xrightarrow {2300^{o}C}}\ W_{3}Ru_{2}}}}

## Физические свойства
Дирутенийтривольфрам образует кристаллы
тетрагональной сингонии, параметры ячейки a = 0,9349÷0,955 нм, c = 0,4855÷0,496 нм, Z = 4
.
Соединение образуется по перитектической реакции при температуре 2300 °C
и при температуре 1667 °C распадается по эвтектоидной реакции.
Имеет широкую область гомогенности 59÷67 ат.% вольфрама.